# Visita de Joe Biden à Ucrânia em 2023
No dia 20 de fevereiro de 2023, o presidente dos Estados Unidos, Joe Biden, realizou uma visita surpresa em Kiev, capital da Ucrânia - sua primeira visita desde o início da Invasão da Ucrânia pela Rússia em 2022. Biden anunciou um apoio financeiro de US$ 500 milhões em assistência à ucrânia e afirmou: “Um ano depois, Kiev está de pé. E a Ucrânia está de pé. A democracia permanece”. Durante a visita de Biden, sirenes de ataque aéreo tocaram em toda a capital ucraniana, mas não houve relatos de mísseis russos ou ataques aéreos. A reunião entre os dois chefes de Estado durou mais de cinco horas. Esta é também a primeira vez que um presidente dos EUA em exercício pisa em território ucraniano desde que o presidente dos Estados Unidos, George W. Bush, visitou a Ucrânia em abril de 2008 e também foi a primeira vez na história moderna que um presidente dos EUA visitou uma zona de guerra não ocupada por controle das tropas americanas desde que Abraham Lincoln veio para inspecionar as linhas de frente na Guerra Civil Americana.

## Histórico
Em 24 de fevereiro de 2022, a Rússia invadiu a Ucrânia  na Guerra Russo-Ucraniana. Durante a guerra, os Estados Unidos foram um dos maiores apoiadores da Ucrânia, com mais de US$ 51 bilhões em ajuda externa desde o início da invasão.
Desde o início da invasão da Ucrânia pela Rússia, o governo Joe Biden tentou evitar o assunto de uma possível viagem presidencial à Ucrânia em guerra. Durante a visita do Presidente dos Estados Unidos à Polónia, que decorreu no final de março de 2022, a Casa Branca deixou claro que não estava sequer cogitada a opção de uma deslocação a um país europeu em guerra, prevendo medidas de segurança inéditas. Ao mesmo tempo, o próprio Joe Biden, em entrevista à CNN em abril do mesmo ano, disse que não descartava visitar a Ucrânia.
O Pentágono e o Serviço Secreto se opuseram a ideia de Biden visitar Kiev e havia rumores sobre um possível encontro perto da fronteira polonesa ou em Lviv, no oeste da Ucrãnia. A visita também ocorreu durante o abrandamento do apoio popular ao fornecimento de armas dos Estados Unidos à Ucrânia, segundo pesquisas de opinião.

## Visita à Ucrânia

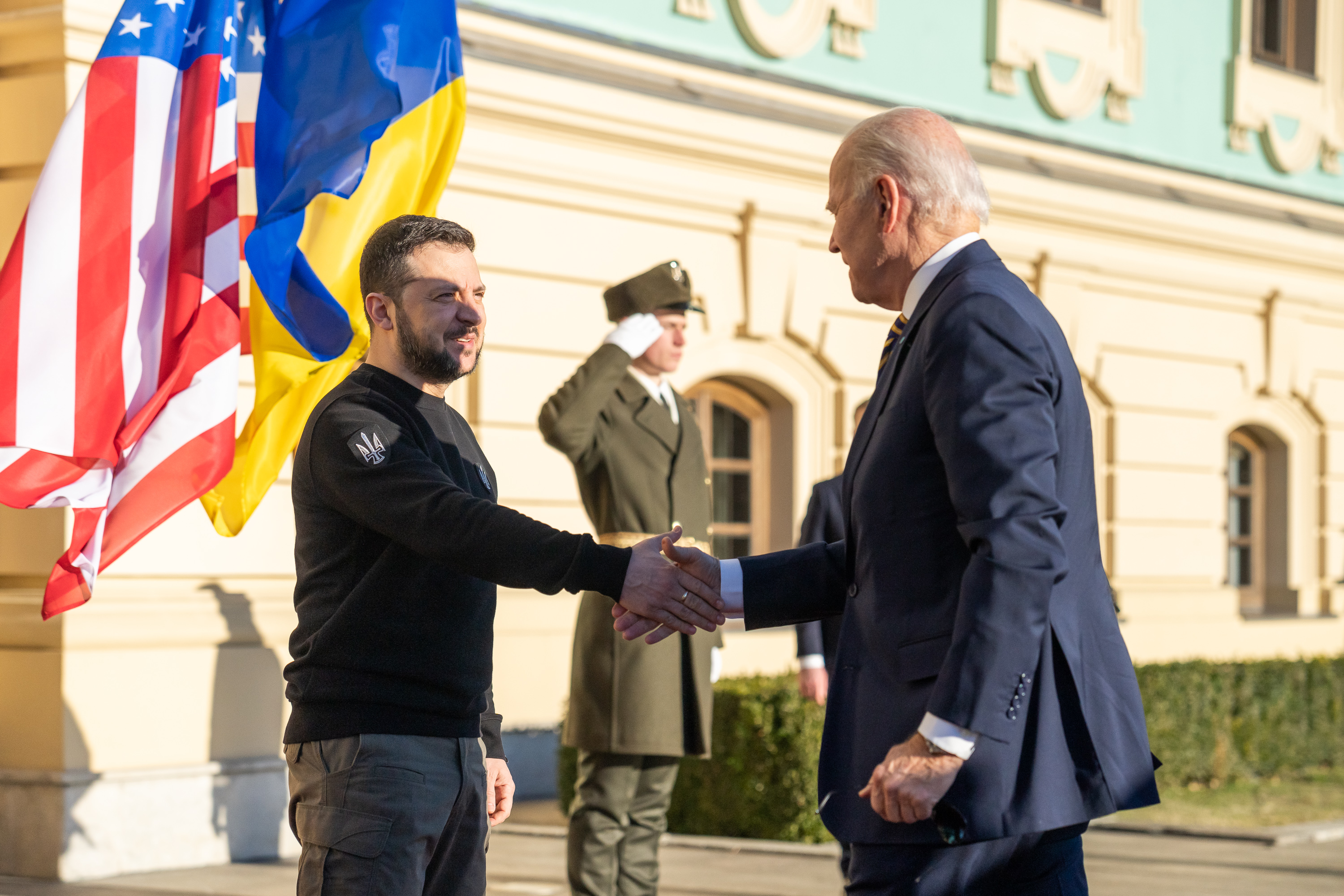
Zelensky recepcionando Biden em Kiev.

Envolto em muito segredo, por volta das 4h da manhã de 19 de fevereiro de 2023, Biden deixou a Casa Branca e viajou para a Base aérea Andrews em um voo para Rzeszów, na Polônia, com uma parada para reabastecimento na Base aérea de Ramstein, na Alemanha, em um Boeing C-32A que tinha o sinal de chamada "SAM060". Ao chegar em Rzeszów e se transferindo de carro para a cidade de Przemyśl, Biden embarcou perto de meia-noite em um trem em direção a Kiev, o método preferencial pelo qual muitos líderes mundiais visitaram a capital desde o início da invasão. O governo russo foi informado de antemão sobre a visita de Biden. A viagem de trem durou quase 10 horas. Durante as cinco horas de Biden em Kiev, ele foi transportado em uma limusine preta, em vez do habitual carro presidencial blindado.
Durante sua visita, Biden se encontrou com Volodymyr Zelensky, presidente da Ucrânia, e Olena Zelenska, sua esposa e primeira-dama. Ambos os presidentes discursaram no palácio presidencial por um breve período e depois deixaram o prédio. Sirenes de ataque aéreo soaram em Kiev enquanto Biden e Zelensky caminhavam do lado de fora pelas ruas da capital. As sirenes foram acionadas por um avião russo, carregando um míssil hipersônico, decolando na Bielorrússia. Não houve ataques a Kiev durante a visita.
A viagem precedeu uma visita agendada à Europa, mas a Casa Branca divulgou um cronograma cerca de quatro horas depois que Biden entrou na Ucrânia indicando que ele ainda estava em Washington e partiria para a Europa naquela noite. A visita ocorreu no dia em que a Ucrânia lembrava os Cem Celestiais, na véspera de um grande discurso agendado pelo presidente russo Vladimir Putin e quatro dias antes do aniversário de um ano da invasão em grande escala pela Rússia.
A viagem de Biden na Ucrânia durou um total de 24 horas, a maioria das quais em longas viagens de trem. Oleksandr Kamyshin, o CEO da Ukrainian Railways, disse que a empresa nomeou o trem "Rail Force One" e pediu desculpas pelos atrasos causados a outros passageiros. Após a visita, Biden voltou à Polônia, onde teve uma reunião com os Nove de Bucareste e fez um discurso em Varsóvia. Ele também condenou a retirada da Rússia do acordo New START, um tratado de redução de armas nucleares.

### Anúncio de ajuda militar
Biden anunciou um pacote adicional de ajuda militar para a Ucrânia, no valor de US$ 500 milhões e incluindo munição para HIMARS.

## Reação

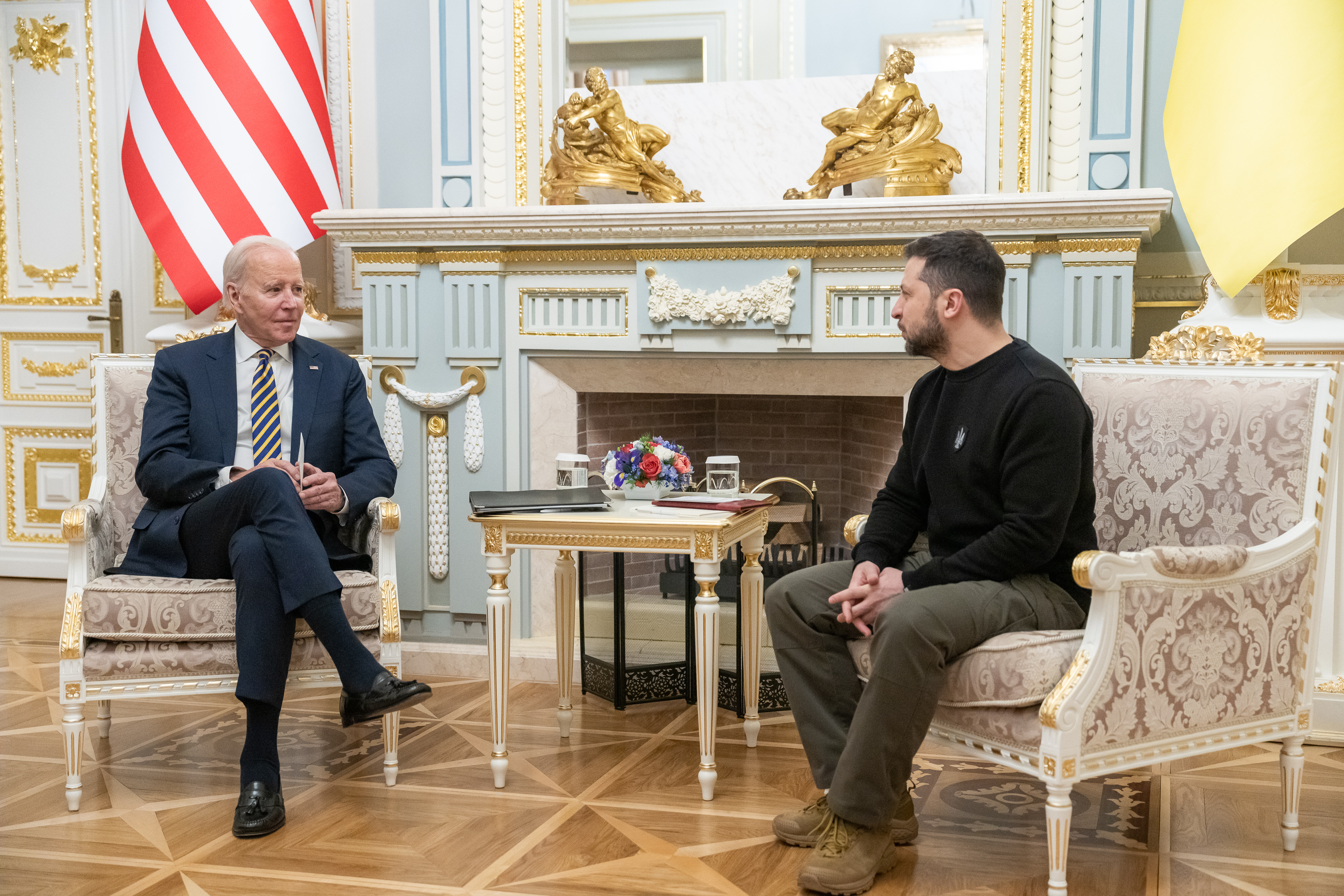
Biden e Zelensky numa reunião no Palácio Presidencial.

Em uma conversa com os repórteres junto com Biden, Zelensky chamou a viagem do presidente dos EUA de "a visita mais importante na história das relações EUA-Ucrânia". Ele elogiou o fornecimento americano de tanques Abrams e disse que conversou com Biden sobre armas de longo alcance.
Residentes e autoridades ucranianas saudaram a visita como um momento histórico e Zelensky disse que era "um sinal extremamente importante de apoio a todos os ucranianos". Andriy Yermak, chefe do Escritório do Presidente ucraniano, afirmou que a visita tinha um propósito estratégico: "Muitas questões estão sendo resolvidas e as que ficaram pendentes serão agilizadas".
O ex-presidente russo Dmitry Medvedev descartou a importância da visita como um esforço para aumentar as "enormes quantidades" de armas e dinheiro já enviadas para a Ucrânia. Muitos dos especialistas militares da Rússia reagiram com raiva ou constrangimento.
Muitos analistas, assim como o presidente polonês Andrzej Duda, viram a viagem como um importante impulso moral para os soldados ucranianos e mostrar para a Rússia que o apoio Ocidental não estava fraquejando. Após a divulgação da notícia da visita, o primeiro-ministro japonês Fumio Kishida anunciou US$ 5,5 bilhões em nova ajuda financeira e humanitária à Ucrânia.